# Sonia Gechtoff
Sonia Gechtoff, née le 25 septembre 1926 à Philadelphie et morte le 1er février 2018  à New York, est une peintre américaine appartenant au mouvement de l’expressionnisme abstrait.

## Biographie
Sonia Gechtoff est diplômée de la Pennsylvania Academy of the Fine Arts en 1950.
En 1951, elle s’établit à San Francisco où elle fréquente Hassel Smith, Philip Roeber, Madeline Dimond, Ernest Briggs , Elmer Bischoff, Byron McClintock , Deborah Remington et Clyfford Still qui l'influence profondément.
Elle épouse le peintre James Kelly (en) en 1953. Ils retournent à New York en 1958.
Contrairement à la plupart des expressionnistes abstraits, elle conserve un sens traditionnel du pouvoir décoratif et expressif de ses compositions. Son travail incorpore des éléments de composition qui suggèrent la présence d’un sujet figuratif, comme si une histoire était racontée.

## Présence dans les collections publiques
- Metropolitan Museum of Art, New York, New York
- Guggenheim Museum, New York, New York
- Baltimore Museum of Art, Baltimore, Maryland
- San Francisco Museum of Modern Art, San Francisco, California
- Museum of Modern Art, New York, New York
- Whitney Museum, New York, New York
- Menil Collection, Houston, Texas